# SERPINB9
SERPINB9‏ (Serpin family B member 9) هوَ بروتين يُشَفر بواسطة جين SERPINB9 في الإنسان.